# Hypergeometrische functie
In de wiskunde vormen de hypergeometrische functies functies, die de oplossingen zijn van een tweede orde lineaire differentiaalvergelijking en als generalisatie van de meetkundige reeks kunnen worden beschouwd. De exponentiële functie en de goniometrische functies zijn hypergeometrische functies. Carl Friedrich Gauss beschreef voor het eerst een groot aantal eigenschappen van deze functies in zijn proefschrift in 1812, hoewel Leonhard Euler en Johann Friedrich Pfaff er eerder ook al aan hadden gerekend.

## Definitie
De hypergeometrische functies worden geparametriseerd door de getallen {\displaystyle p,q\in \mathbb {N} _{0}} en de reële getallen {\displaystyle a_{1},\ldots ,a_{p}} en {\displaystyle b_{1},\ldots ,b_{q}}, en worden voor {\displaystyle z\in \mathbb {C} ,|z|<1} gedefinieerd door
{\displaystyle {}_{p}F_{q}(a_{1},\ldots ,a_{p};b_{1},\ldots ,b_{q};z)=\sum _{k=0}^{\infty }\prod _{i=1}^{p}{\frac {\Gamma (k+a_{i})}{\Gamma (a_{i})}}\prod _{j=1}^{q}{\frac {\Gamma (b_{j})}{\Gamma (k+b_{j})}}{\frac {z^{k}}{k!}}}.
Daarin is {\displaystyle \Gamma } de gammafunctie. 
Een andere schrijfwijze voor de functies is:
{\displaystyle {}_{p}F_{q}(a_{1},\ldots ,a_{p};b_{1},\ldots ,b_{q};z)=\sum _{k=0}^{\infty }c_{k}z^{k}}
met
{\displaystyle c_{0}=1{\text{ en }}{\frac {c_{k+1}}{c_{k}}}={\frac {(k+a_{1})(k+a_{2})\cdots (k+a_{p})}{(k+b_{1})(k+b_{2})\cdots (k+b_{q})}}\,{\frac {1}{k+1}}.}
Met behulp van het (stijgende) pochhammersymbool {\displaystyle (q)_{n}}, gedefinieerd als:
{\displaystyle (q)_{n}={\begin{cases}1&n=0\\q(q+1)\cdots (q+n-1)&n>0\end{cases}}},
kunnen de functies ook worden geschreven als:
{\displaystyle {}_{p}F_{q}(a_{1},\ldots ,a_{p};b_{1},\ldots ,b_{q};z)=\sum _{k=0}^{\infty }{\frac {(a_{1})_{k}(a_{2})_{k}\ldots (a_{p})_{k}}{(b_{1})_{k}(b_{2})_{k}\ldots (b_{q})_{k}}}\ {\frac {z^{k}}{k!}}}

## Voorbeelden
{\displaystyle {}_{0}F_{0}\left(;;z\right)=e^{z}}
{\displaystyle {}_{1}F_{0}\left(-a;;-z\right)=(1+z)^{a}}
{\displaystyle {}_{0}F_{1}\left(;{\frac {1}{2}};-{\frac {z^{2}}{4}}\right)=\cos z}
{\displaystyle {}_{0}F_{1}\left(;{\frac {3}{2}};-{\frac {z^{2}}{4}}\right)={\frac {\sin z}{z}}}
{\displaystyle {}_{2}F_{1}\left(1,1;2;-z\right)={\frac {1}{z}}\ln(1+z)}
{\displaystyle {}_{2}F_{1}\left({\frac {1}{2}},1;{\frac {3}{2}};z^{2}\right)={\frac {1}{2z}}\ln {\frac {1+z}{1-z}}}
{\displaystyle {}_{2}F_{1}\left({\frac {1}{2}},{\frac {1}{2}};{\frac {3}{2}};z^{2}\right)={\frac {1}{z}}\arcsin z}
{\displaystyle {}_{2}F_{1}\left({\frac {1}{2}},1;{\frac {3}{2}};-z^{2}\right)={\frac {1}{z}}\arctan z}
{\displaystyle {}_{0}F_{1}\left(;1+a;-{\frac {z^{2}}{4}}\right)=\Gamma (a+1)\cdot \left({\frac {z}{2}}\right)^{-a}\cdot J_{a}(z)\quad }, waarin {\displaystyle J_{a}(z)} de besselfunctie is
{\displaystyle {}_{0}F_{1}\left(;1+a;{\frac {z^{2}}{4}}\right)=\Gamma (a+1)\left({\frac {z}{2}}\right)^{-a}\cdot I_{a}(z)\quad }, met {\displaystyle I_{a}(z)=e^{-i{\frac {\pi }{2}}a}J_{a}(z)} de gemodificeerde besselfunctie
{\displaystyle {}_{1}F_{1}\left(a;a+1;-z\right)=az^{-a}\gamma (a,z)}, waarin {\displaystyle \gamma (a,z)} de onvolledige gammafunctie voorstelt
{\displaystyle {}_{1}F_{1}\left(1;a+1;z\right)=az^{-a}e^{z}\gamma (a,z)}
{\displaystyle {}_{0}F_{1}(;{\tfrac {1}{2}};-{\tfrac {z^{2}}{4}})=1-{\frac {z^{2}}{2!}}+{\frac {z^{4}}{4!}}-{\frac {z^{6}}{6!}}+\cdots =\sum _{k=0}^{\infty }{\frac {(-1)^{k}z^{2k}}{(2k)!}}=\cos z}
Tot ongeveer 1870 werd alleen {\displaystyle {}_{2}F_{1}} een hypergeometrische genoemd. 